# پیمان آتی

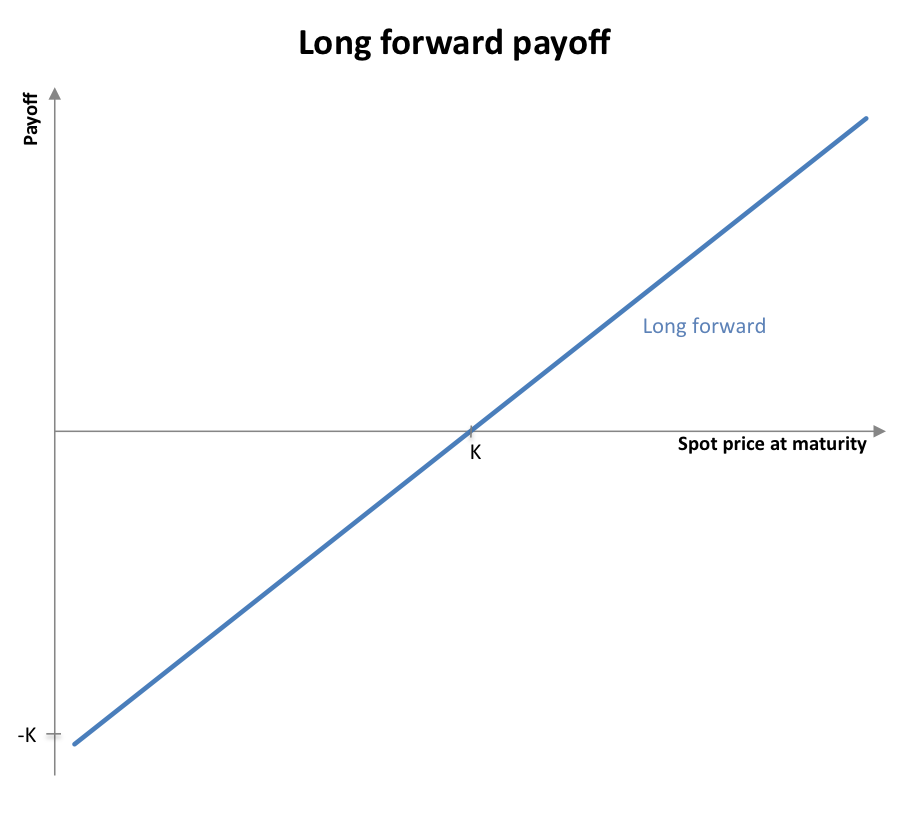
نمودار بازده یک موقعیت طولانی در یک قرارداد آتی

در علم مالی، پیمان آتی (به انگلیسی: Forward contract یا Forward) یک قرارداد استاندار نشده‌است، میان دو شخص جهت خرید یا فروش یک دارایی در زمانی مشخص در آینده در قیمتی که امروز روی آن توافق کرده‌اند. این نوع قرارداد در مقابل قرارداد نقدی است که در آن طرفین به خرید و فروش دارایی در امروز توافق می‌کنند. طرفی که به خرید دارایی در آینده تعهد می‌دهد یک پوزیشن لانگ اختیار کرده، و طرفی که به فروش دارایی در آینده تعهد می‌دهد فروش استقراضی گرفته‌است. قیمتی که روی آن توافق حاصل می‌شود قیمت تحویل نامیده می‌شود، که برابر قیمت آتی در زمانی است که قرارداد منعقد می‌شود. قیمت ابزار معامله شده، در هر فرمی، پیش از تغییر دارنده آن تعیین می‌شود. این یکی از فرم‌های زیادی از دستورهای خرید/فروشی است که زمان و تاریخ معامله همان تاریخ ارزش گذاری نیست.
قیمت آتی یک قرارداد معمولاً با قیمت نقدی آن یعنی قیمتی که دارایی در آن بلافاصله معامله می‌شود متفاوت است. تفاوت میان قیمت نقدی و آتی صرف آتی یا تخفیف آتی است که به‌طور کلی به صورت سود یا ضرر شخص خریدار در نظر گرفته می‌شود.
قراردادهای آتی مثل دیگر اوراق بهادار مشتقه می‌توانند برای پوشش ریسک (معمولا ریسک نرخ تبدیل واحد پول) استفاده شوند؛ در غالب ابزار گمانه زنی، یا فراهم کردن امکان بهره‌برداری از امتیاز ابزارهایی که حساس به زمان هستند.
یکی از انواع قراردادهای مرتبط بازار معاملات آتی است که از جنبه‌های مشخصی با قراردادهای آتی متفاوتند.